# Quebrada La Zorra
La  quebrada La Zorra es un curso intermitente de agua que fluye en la Región de Atacama con dirección general NW hasta desembocar en la quebrada La Justa.

## Historia
Luis Risopatrón describe su origen en su Diccionario Jeográfico de Chile:: 957 
Zorra (Quebrada de la). 27° 45' 70° 45' Es seca i corre hacia el NW, en dirección a la de El Salado. 98, carta; 99, p. 12; i 156; i Palo Negro en 130.